# کشنژپول
کشنژپول (به لهستانی:  Księżpol) یک روستا در لهستان است که در گمینا کشنژپول واقع شده‌است. کشنژپول  ۱٬۱۴۵ نفر جمعیت دارد.